# PSA World Series
Les PSA World Series sont une série de tournois organisés par l'Association professionnelle de squash (PSA). Les tournois World Series sont les tournois les plus prestigieux du circuit masculin, tels que le championnat du monde le British Open ou encore le Hong Kong Open. À la fin de la saison, les huit meilleurs joueurs du monde s'affrontent à l'occasion des World Series Finals (similaire aux Masters de tennis masculin).

## Compétitions
Voici la liste des compétitions qui ont été, au moins une saison, un tournoi PSA World Series depuis 1993 (tournois actuel en vert) :
| Tournois                | Pays            | Lieu (le dernier) | Lieu notable                            | Début |
| ----------------------- | --------------- | ----------------- | --------------------------------------- | ----- |
| Championnats du monde   | /               | /                 | /                                       | 1976  |
| British Open            | Grande-Bretagne | Hull              | Sports Arena                            | 1930  |
| Hong Kong Open          | Hong Kong       | Hong Kong         | Tsim Sha Tsui                           | 1985  |
| Tournament of Champions | États-Unis      | New York          | Grand Central Terminal                  | 1930  |
| Qatar Classic           | Qatar           | Doha              | Aspire Academy Squash Complex           | 2001  |
| US Open                 | États-Unis      | Philadelphie      | Daskalakis Athletic Center (en)         | 1954  |
| El Gouna International  | Égypte          | El Gouna          | Abu Tig Marina                          | 2010  |
| Windy City Open         | États-Unis      | Chicago           | University Club                         | 2001  |
| Kuwait PSA Cup          | Koweït          | Koweït            | /                                       | 2004  |
| North American Open     | États-Unis      | Richmond          | Westwood Club                           | 1966  |
| Sky Open                | Égypte          | Le Caire          | /                                       | 2008  |
| British Grand Prix      | Angleterre      | Manchester        | National Squash Centre                  | 2010  |
| Australian Open         | Australie       | Melbourne         | National Convention Centre              | 1980  |
| PSA Masters             | /               | New Delhi         | /                                       | 2000  |
| Saudi International     | Arabie saoudite | Al Khobar         | /                                       | 2005  |
| Pakistan International  | Pakistan        | Islamabad         | /                                       | 1999  |
| Al-Ahram International  | Égypte          | Le Caire          | Plateau de Gizeh (devant les pyramides) | 1996  |
| Mahindra International  | Inde            | Bombay            | /                                       | 1994  |
| JSM Super Squash        | Japon           | Yokohama          | /                                       | 1994  |
| Brazil Open             | Brésil          | Rio de Janeiro    | /                                       | 1993  |

## Points PSA World Series
Les tournois PSA World Series ont un classement à part, différent du classement mondial. Les points sont ajoutés après chaque tournoi et sont répartis ainsi :
| Tournoi      | Tournoi               | Tournoi    | Points    | Points    | Points | Points | Points | Points |
| ------------ | --------------------- | ---------- | --------- | --------- | ------ | ------ | ------ | ------ |
| Rang         | Dotation US$          | Points     | Vainqueur | Finaliste | 3/4    | 5/8    | 9/16   | 17/32  |
| World Series | 115 000 $ - 325 000 $ | 625 points | 100       | 65        | 40     | 25     | 15     | 10     |

## World Series Squash Finals
| Année   | Champion                   | Finaliste                  | Score                            |
| ------- | -------------------------- | -------------------------- | -------------------------------- |
| 2016/17 | Mohamed El Shorbagy        | James Willstrop            | 12-10, 11-9, 11-8                |
| 2015/16 | Grégory Gaultier           | Cameron Pilley             | 11-4, 11-5, 8-11, 11-6           |
| 2014/15 | Pas de compétition         | Pas de compétition         | Pas de compétition               |
| 2013/14 | Ramy Ashour                | Mohamed El Shorbagy        | 15-17, 11-7, 11-4, 11-5          |
| 2012/13 | Amr Shabana                | Nick Matthew               | 4-11, 11-2, 11-4, 11-7           |
| 2011/12 | Amr Shabana                | Grégory Gaultier           | 6-11, 12-10, 11-7, 7-11, 11-8    |
| 2010/11 | Nick Matthew / Amr Shabana | Nick Matthew / Amr Shabana | Not Played                       |
| 2009    | Grégory Gaultier           | Thierry Lincou             | 11-6, 8-11, 11-5, 11-5           |
| 2008    | Grégory Gaultier           | Amr Shabana                | 11-9, 11-8, 11-8                 |
| 2007    | Ramy Ashour                | Grégory Gaultier           | 11-10 (2-0), 11-8, 4-11, 11-4    |
| 2006    | Anthony Ricketts           | Lee Beachill               | 11-7, 6-11, 11-4, 11-10 (2-0)    |
| 2005    | Jonathon Power             | Thierry Lincou             | 11-7, 11-6, 11-2                 |
| 2004    | Thierry Lincou             | Joe Kneipp                 | 10-11 (0-2), 11-9, 11-2, 11-1    |
| 2003    | Jonathon Power             | Peter Nicol                | 15-11, 10-15, 13-15, 15-4, 15-14 |
| 2002    | David Palmer               | Thierry Lincou             | 15-9, 10-15, 15-7, 10-15, 15-4   |
| 2001    | Peter Nicol                | David Palmer               | 15-7, 15-11, 13-15, 17-14        |
| 2000    | Peter Nicol                | Simon Parke                | 13-15, 15-9, 15-12, 12-15, 15-12 |
| 1999    | Peter Nicol                | Ahmed Barada               | 15-8, 9-15, 15-9, 15-11          |
| 1998    | Jansher Khan               | Simon Parke                | 15-12, 13-15, 15-11, 15-10       |
| 1997    | Jansher Khan               | Brett Martin               | 9-7, 9-5, 9-2                    |
| 1996    | Del Harris                 | Brett Martin               | 10-8, 7-9, 9-4, 6-9, 9-2         |
| 1995    | No competition             | No competition             | No competition                   |
| 1994    | Jansher Khan               | Peter Marshall             | 8-15, 15-8, 15-7, 15-9           |
| 1993    | Jansher Khan               | Chris Dittmar              | 15-10, 10-15, 15-13, 15-8        |